# Мерни микрофони
Мерни микрофони су микрофони дизајнирани тако да пружају раван и безбојан одзив. Иако се мерни микрофони могу користити за сниманје звука или овучавње, они су генерално намењени за акустичку анализу просторије.

## Увод
Мерни микрофон је калибрисан микрофон намењен за коришћење у системима где се мере карактеристике звука, као на пример мерење нивоа звука. Они су генерално скаларни сензори звучног притиска и већином имају омнидекционалну усмереност ограничена само профилом расипања њихових физичких димензија и карактеристика. Мерни микрофони су најпрецизнија и најпоузданија класа микрофона који су нам доступни.
Квалитет мерних микрофона се често означавају са ознакама "Класа 1", "Тип 2" итд, што нису референце за спецификацију микрофона већ мере нивоа звука. Наравно велике перформансе ових микрофона захтевају високе стандарде инжењеринга. Спецификације мерног микрофона су свакако у другачијој лиги у односу на друге класе микрофона - али ни један микрофон никада не може бити савршен. Из тог разлога се мерни микрофони калибришу, јер се тада њихове карактеристике "фино" подесе и њихово понашање постаје предвидиво.

## Калибрација мерног микрофона
Да би се радило научно мерење са микрофоном, његова прецизна осетљивост мора бити позната (у волтима по паскалу). С обзиром да је осетљивост микрофона подложна променама током радног века микрофона, неопходно је редовно калибрисати мерне микрофоне. Ова услуга се нуди од стране неких произвођача микрофона као и од стране сертификованих независних лабораторија. Све микрофонске калибрације се могу повезати са основним стандардима са националних универзитета за мерење као што су Национални универзитет за физику у Уједињеном Краљевству, ПТБ у Немачкој и НИСТ у Америци, где се реципрочна калибрација међународно препознаје као средство за реализацију примарног стандарда.
Осетљивост микрофона варира са фреквенцијом (као и са осталим факторима као што су услови средине мерења) и из тог разлога се у већини случаја мери са више варијација осетљивости, свака за специфични фреквентни опсег. Осетљивост микрофона може зависити и од врсте звучног поља којем је изложена, због чега се микрофони често калибришу на више звучних поља. У зависности од њихове употребе мерни микрофони се морају тестирати периодично (сваке године или сваког месеца), и после сваког догађаја у ком се микрофон потенцијално оштетио, као у случајевима где је микрофон пао или је био изложен превеликом нивоу звука на којем уређај није намењен да ради.

## Фреквентни одзив
Термин "фреквентни одзив" се генерално користи и код инжењера звука и код произвођача микрофона када описује одређену микрофонску способност да трансформише сложене звучне сигнале у електричне сигнале.
Фреквентни одзив ће указати да ли микрофон показује извор звука верно или са неком "маном". Због тога је информација о распону фреквенције микрофона вероватно најважнија ставка микрофоновог акустичко-електронског квалитета и увек треба бити наведена од стране произвођача. Међутим микрофон ће природно мењати фреквенцијски одзив у зависности од правца извора звука па чак и од акустичке особине простора у коме је постављен. Озбиљнији произвођачи за свој микфорон углавном наводе више фреквенцијских одзива како би купцу дали богатију слику о производу.